# Alois Bauer (Widerstandskämpfer)

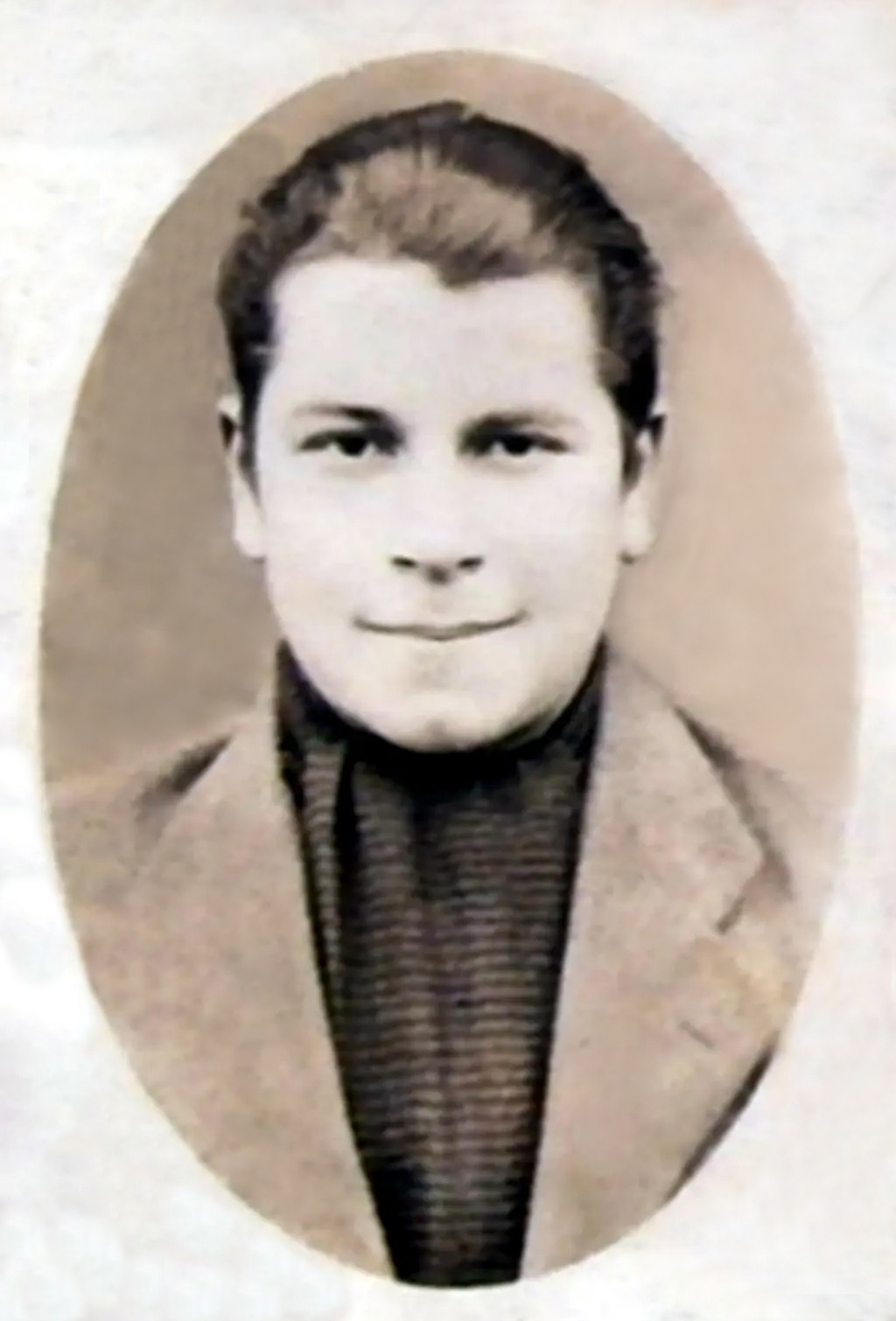
Alois Bauer (vor 1945)

Alois Bauer (* 23. Mai 1926 in Olešnice na Moravě; † 14. April 1945 in Brünn) war als Mitglied der illegalen Gruppe Předvoj Teilnehmer des Widerstandes 1939–1945 gegen die Besetzung der Tschechoslowakei. Zusammen mit seinem Cousin Vladimír Blažka verübte er das Attentat auf August Gölzer. August Gölzer, ein Repräsentant der Besatzungsmacht im Protektorat Böhmen und Mähren, war nach Reinhard Heydrich der zweithöchste SS-Offizier, auf den im Protektorat ein Attentat verübt wurde.

## Leben
Alois Bauer arbeitete in Brünn nach seiner allgemeinen Schulausbildung in einer Bäckerei. Im Februar 1945 trat er zusammen mit seinem Cousin Vladimír Blažka der tschechischen Widerstandsgruppe Předvoj bei, in der er unter dem Decknamen „Sochor“ tätig war. In Předvoj kam Bauer – genauso wie sein Cousin Vladimír Blažka – einigen Quellen zufolge in der operativen Wehrgruppe von Předvoj, in der sogenannten Národní revoluční armáda (NRA, Nationale revolutionäre Armee), zum Einsatz.

## Das Attentat in Brünn
Kurz nach ihrem Eintritt in die Widerstandsgruppe Předvoj unternahmen die Cousins Bauer und Blažka das Attentat auf August Gölzer, einen hochgestellten SS-Hauptsturmführer der Gestapo in Brünn. Am 7. Februar 1945 abends lauerten sie Gölzer vor seinem Haus auf und gaben auf ihn vier Schüsse ab. Die Gestapo verhängte sofort eine strenge Nachrichtensperre. Gölzer wurde zwar operiert, starb jedoch noch in derselben Nacht. Erst am 22. März gelang es der Gestapo, die beiden Widerstandskämpfer zu verhaften. Sie wurden in das Gestapo-Gefängnis Kaunitz-Studentenwohnheim (Kounicovy koleje) überführt. Nach längeren brutalen Verhören wurden sie am 14. April 1945 (zwölf Tage vor der Befreiung Brünns) in einem Hof hingerichtet und auf dem Stadtfriedhof in einem Massengrab bestattet. Nach dem Kriegsende wurden die Leichen exhumiert und feierlich neu beigesetzt.
Die Berichterstattung über das Attentat war aufgrund der Nachrichtensperre durch die Gestapo marginal, was eine gebührende Rezeption verhinderte. Die genauen Umstände liegen bis heute im Dunkeln. Auf der anderen Seite hat auch die kommunistische Nachkriegsforschung kein Interesse am Fall gezeigt, unter anderem deshalb, weil ein kommunistisches Mitglied der Widerstandsgruppe als Denunziant enttarnt wurde.

## Ehrungen
Alois Bauer erhielt das Tschechoslowakische Kriegskreuz 1939 in memoriam.